# Ахтала
Ахтал́а (вірм. Ախթալա) — місто на півночі Вірменії у марзі (області) Лорі.

## Географія
Розташований в ущелині на лівому березі річки Дебед у підніжжя гори Лалвар, за 10 км на північний схід від Алаверді. В околицях є ліси. Відстань до Єревану — 185 км.
Залізнична станція на гілці Гюмрі — Тбілісі. Вузькоколійна залізниця Ахтала — Шамлуг.
В околицях є родовища свинцю і міді.

## Історія
У 1939 році на місці нинішнього міста було створено однойменне селище. У 1970-му році його населення становило 4430 осіб.

## Визначні місця
Поблизу Ахтали, на високому уступі гори над мідними копальнями розташований вірменський монастир Ахтала , заснований в X столітті як одна з оборонних фортець правителів Ташир-Дзорагетського царства Кюрікідів. До XIV століття був відомий як Пхіндза-Ханке (мідний рудник).

## Галерея

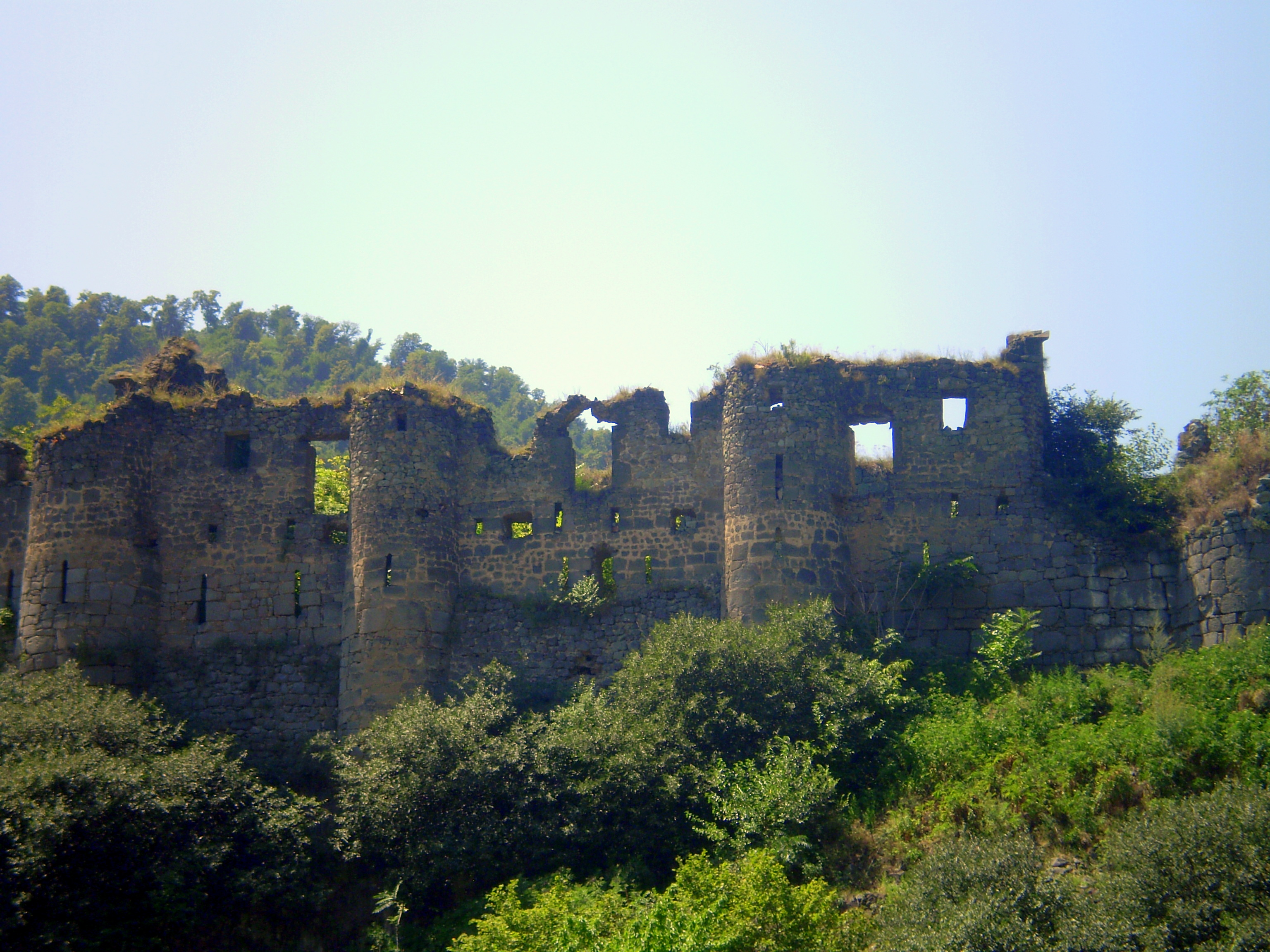
Східна стіна Ахтальської фортеці
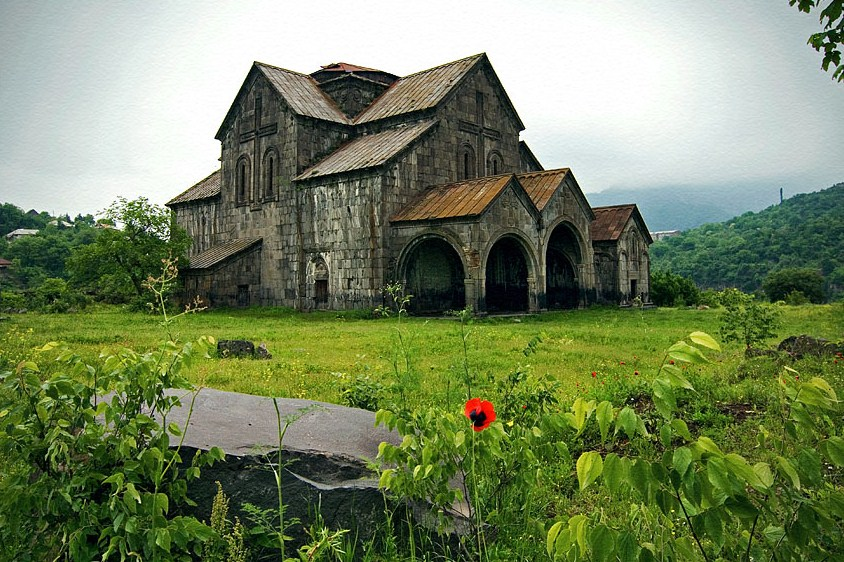
Монастир Ахтала
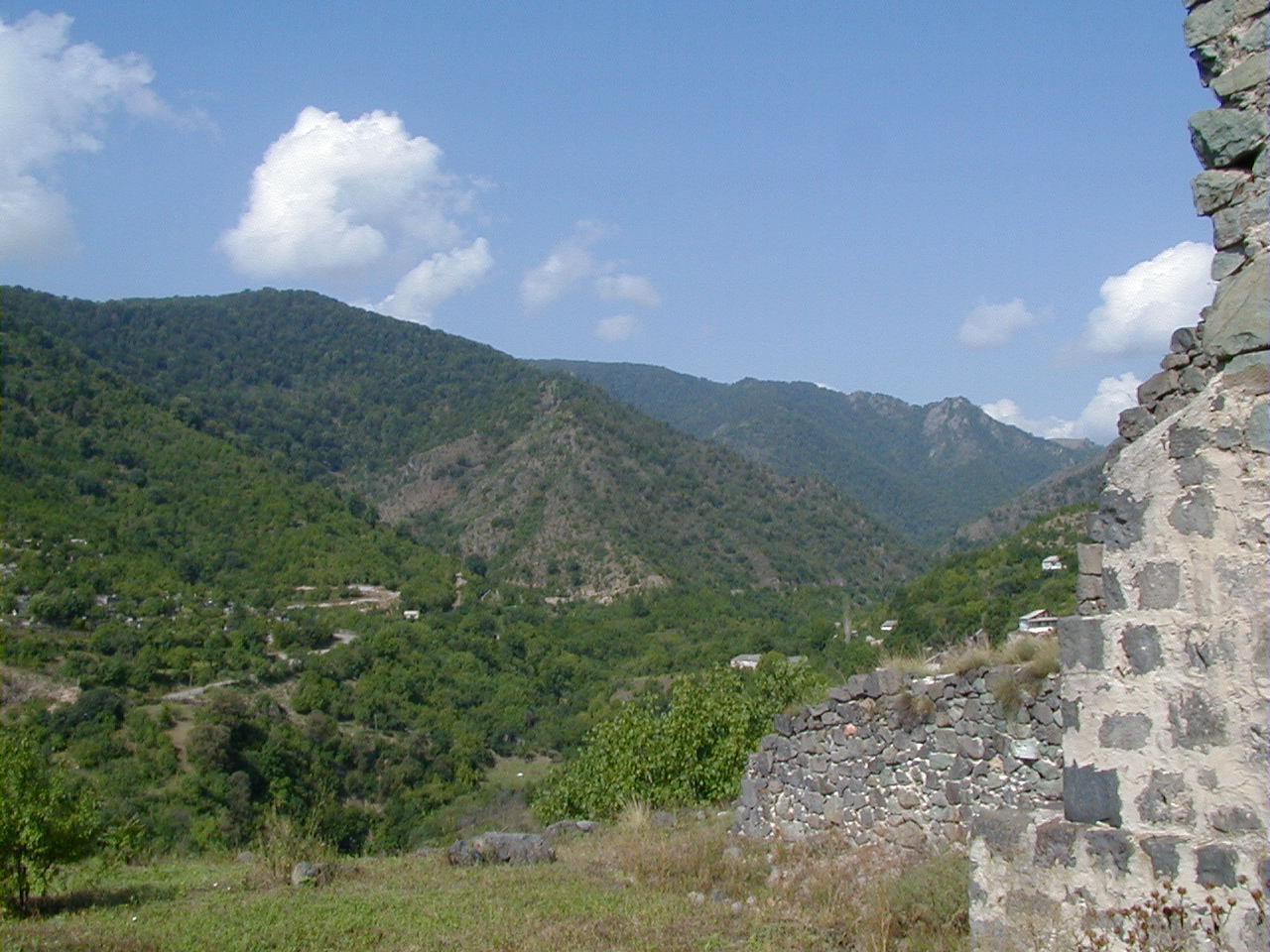
Вигляд з фортеці